# Ichneumon nigricans
Ichneumon nigricans är en stekelart som beskrevs av Gmelin 1790. Ichneumon nigricans ingår i släktet Ichneumon och familjen brokparasitsteklar. Inga underarter finns listade i Catalogue of Life.